# Дофарська арабська мова
Дофарська арабська мова (араб. اللهجة الظفارية) — один з південноєменських різновидів арабської мови.
Дофарський діалект поширений в місті Салала та прилеглих прибережних районах у провінції Дофар на півдні Султанату Оман. Дофарським діалектом, як другою мовою, розмовляють гірські племена з прилеглих районів, рідними мовами яких є сучасні південноаравійські мови.
Станом на 1996 рік, налічувалося близько 70 тис. носіїв цього діалекту (97 тис. за даними Joshua Project). Дофарський діалект близький до діалектів Хадрамауту, Перської затоки та Оману.